# Ivo Mancini
Ivo Mancini (Guasticce, Collesalvetti, Província de Liorna, 6 d'abril de 1915 - Liorna, 24 de febrer de 2000) va ser un ciclista italià. Com a ciclista amateur va guanyar el Campionat del món de 1935.

## Palmarès
- 1935
  -  Campió del món en ruta amateur
  -  Campió d'Itàlia amateur en ruta
- 1948
  - Vencedor d'una etapa al Giro de la Pulla i la Lucània
- 1949
  - Vencedor d'una etapa al Giro de la Pulla i la Lucània

### Resultats al Giro d'Itàlia
- 1939. 53è de la classificació general